# Liste der Kulturdenkmale in Rochwitz
Die Liste der Kulturdenkmale in Rochwitz umfasst jegliche Kulturdenkmale der Dresdner Gemarkung Rochwitz. Teile der Gemarkung gehören zum Denkmalschutzgebiet Elbhänge (in Kraft gesetzt am 28. März 1997).

## Legende
- Bild: Bild des Kulturdenkmals, ggf. zusätzlich mit einem Link zu weiteren Fotos des Kulturdenkmals im Medienarchiv Wikimedia Commons. Wenn man auf das Kamerasymbol klickt, können Fotos zu Kulturdenkmalen aus dieser Liste hochgeladen werden:
- Bezeichnung: Denkmalgeschützte Objekte und ggf. Bauwerksname des Kulturdenkmals
- Lage: Straßenname und Hausnummer oder Flurstücknummer des Kulturdenkmals. Die Grundsortierung der Liste erfolgt nach dieser Adresse. Der Link (Karte) führt zu verschiedenen Kartendiensten mit der Position des Kulturdenkmals. Fehlt dieser Link, wurden die Koordinaten noch nicht eingetragen. Sind diese bekannt, können sie über ein Tool mit einer Kartenansicht einfach nachgetragen werden. In dieser Kartenansicht sind Kulturdenkmale ohne Koordinaten mit einem roten bzw. orangen Marker dargestellt und können durch Verschieben auf die richtige Position in der Karte mit Koordinaten versehen werden. Kulturdenkmale ohne Bild sind an einem blauen bzw. roten Marker erkennbar.
- Datierung: Baubeginn, Fertigstellung, Datum der Erstnennung oder grobe zeitliche Einordnung entsprechend des Eintrags in der sächsischen Denkmaldatenbank
- Beschreibung: Kurzcharakteristik des Kulturdenkmals entsprechend des Eintrags in der sächsischen Denkmaldatenbank, ggf. ergänzt durch die dort nur selten veröffentlichten Erfassungstexte oder zusätzliche Informationen
- ID: Vom Landesamt für Denkmalpflege Sachsen vergebene, das Kulturdenkmal eindeutig identifizierende Objekt-Nummer. Der Link führt zum PDF-Denkmaldokument des Landesamtes für Denkmalpflege Sachsen. Bei ehemaligen Kulturdenkmalen können die Objektnummern unbekannt sein und deshalb fehlen bzw. die Links von aus der Datenbank entfernten Objektnummern ins Leere führen. Ein ggf. vorhandenes Icon  führt zu den Angaben des Kulturdenkmals bei Wikidata.

## Liste der Kulturdenkmale in Rochwitz
| Bild                                    | Bezeichnung | Lage                         | Datierung                       | Beschreibung | ID       |
| --------------------------------------- | --- | ---------------------------- | ------------------------------- | --- | -------- |
| Direkt Bild zu diesem Denkmal hochladen | Denkmalschutzgebiet Elbhänge                                                                                   | (Karte)                      |                                 | von ortsbildprägender, landschaftsgestaltender Bedeutung und damit von indifikationsbildender Wirkung | 09305812 |
|                                         | Wohnstallhaus, Seitengebäude und Scheune eines Dreiseithofes                                                   | Altrochwitz 10 (Karte)       | 1. H. 19. Jh. (Wohnstallhaus)   | | 09218370 |
|                                         | Wohnhaus in offener Bebauung                                                                                   | Bühlauer Straße 3 (Karte)    | 1. H. 19. Jh. (Wohnhaus)        | | 09211612 |
| Weitere Bilder                          | Zur Eule: Gasthaus                                                                                             | Grundstraße 100 (Karte)      | 17. Jh., 1827 (Gasthaus)        | | 09211614 |
|                                         | Wohnhaus in offener Bebauung                                                                                   | Grundstraße 104 (Karte)      | 18. Jh. (Wohnhaus)              | Fachwerkgebäude | 09211615 |
|                                         | Wohnhaus in offener Bebauung (Fachwerk verbrettert)                                                            | Grundstraße 116 (Karte)      | 1. H. 19. Jh. (Wohnhaus)        | Fachwerk verbrettert | 09211628 |
| Weitere Bilder                          | Gasthof Oberrochwitz: Gasthofsgebäude mit Ballsaal                                                             | Hutbergstraße 1 (Karte)      | um 1860 (Gasthof)               | | 09218372 |
| Weitere Bilder                          | Villa, Wohnstätte bzw. Wohn- und Atelierhaus des Malers und Bildhauers Gustav L. R. Bach                       | Karpatenstraße 12 (Karte)    | um 1910 (Villa)                 | | 09211623 |
| Weitere Bilder                          | Kindererholungsheim (ehem.)                                                                                    | Karpatenstraße 18b (Karte)   | 1909 (Jugendheim/Kinderheim)    | im Auftrag der Israelitischen Religionsgemeinde Dresden errichtet | 09211624 |
| Weitere Bilder                          | Osangs Eck: Villa mit aufwend. Torbogen, Gartenhaus, Hintergebäude und Einfriedungsmauer (mglw. ehem. Weingut) | Karpatenstraße 73 (Karte)    | bezeichnet 1808 (Villa)         | bau- und ortsgeschichtlich sowie künstlerisch bedeutend | 09211625 |
| Weitere Bilder                          | Villa mit Anbau, Allee (Gartendenkmal) und Gartengrundstück                                                    | Karpatenstraße 93 (Karte)    | um 1910 (Villa)                 | malerisches Anwesen auf den Höhen über dem Elbtal, markantes Beispiel der versachlichten Architektur nach 1900, besondere Wirkung durch Allee, Wohnstätte des erzgebirgischen Malers Erich Buchwald-Zinnwald, bau- und personengeschichtlich bedeutend sowie in Teilen gartenkünstlerisch von Belang                                  | 09211626 |
| Weitere Bilder                          | Villa mit massiv untersetzter Ecklaube und Einfriedung                                                         | Kottmarstraße 3 (Karte)      | bez. 1899 (Villa)               | | 09211620 |
| Weitere Bilder                          | Gedenkstein (König-Albert-Stein)                                                                               | Krügerstraße (Karte)         | Bezeichnet mit 1898             | Gestiftet zum 70. Geburtstag und 25. Regierungsjubiläum von König Albert von Sachsen von der Gemeinde Rochwitz, neben dem Monument in der Heide einzige Denkmal auf dem Stadtgebiet, das an den Monarchen erinnert, geschichtlich, genauer heimat- und landesgeschichtlich von Bedeutung                                              | 09307081 |
|                                         | Jägerhorn: Villa bzw. Holzhaus mit Einfriedung                                                                 | Krügerstraße 45 (Karte)      | 1920er Jahre (Villa)            | | 09211609 |
|                                         | Villa mit Einfriedung                                                                                          | Krügerstraße 47 (Karte)      | 1920er Jahre (Villa)            | | 09211610 |
|                                         | Villa | Lauschestraße 1 (Karte)      | um 1895 (Villa)                 | | 09211621 |
|                                         | Wohnhaus, ursprünglich wohl mit kleinem Stalltrakt, Scheune bzw. Wagenremise und Toranlage                     | Pappritzer Straße 1 (Karte)  | 1810 (Bauernhaus)               | ersteres noch mit originaler Fachwerkkonstruktion im Obergeschoss, unter dem Wohnteil mit Gewölbe unterkellert, weitestgehend authentisches ländliches Anwesen aus dem Anfang des 19. Jahrhunderts, zudem an exponierter Stelle von Belang für das Ortsbild des Dorfkerns Rochwitz, bau- und stadtentwicklungsgeschichtlich bedeutsam | 09300339 |
|                                         | Wohnstallhaus                                                                                                  | Pappritzer Straße 3 (Karte)  | 1. H. 19. Jh. (Wohnstallhaus)   | als Zeugnis ländlicher Architektur und Volksbauweise baugeschichtlich bedeutend, zudem Teil eines städtebaulich unverwechselbaren Ensembles | 09303268 |
|                                         | Wohnstallhaus, Seitengebäude und Scheune eines kleinen Bauernhofes                                             | Pappritzer Straße 5 (Karte)  | bezeichnet 1883 (Wohnstallhaus) | als Zeugnis ländlicher Architektur und Volksbauweise baugeschichtlich bedeutend, zudem Teil eines städtebaulich unverwechselbaren Ensembles | 09303269 |
|                                         | Wohnhaus, Seitengebäude und Scheune eines Dreiseithofes                                                        | Pappritzer Straße 7 (Karte)  | 19. Jh. (Wohnstallhaus)         | | 09211613 |
|                                         | Wohnstallhaus, Anbau, Scheune und Torpfeiler eines Bauernhofes                                                 | Pappritzer Straße 13 (Karte) | bezeichnet 1846 (Torpfeiler)    | | 09211622 |
| Weitere Bilder                          | Mietvilla | Valtenbergstraße 1 (Karte)   | um 1895 (Mietvilla)             | | 09211616 |
|                                         | Mietvilla in Ecklage                                                                                           | Wachbergstraße 2 (Karte)     | um 1895 (Mietvilla)             | | 09211617 |
|                                         | Villa mit Garage                                                                                               | Wachbergstraße 35 (Karte)    | um 1935 (Villa)                 | für Dresden charakteristischer neobarocker Villenbau der 1930er Jahre (vgl. mit Neuem Wachwitzer Schloss oder Villa Wolf, Liebigstraße 28), baugeschichtlich und künstlerisch bedeutend | 09211608 |
| Weitere Bilder                          | Pappritzmühle (ehem.): Mühlengebäude                                                                           | Wachwitzgrund 90 (Karte)     | 18. Jh. (Mühle)                 | heute als Wohnhaus genutzt, mit Fachwerkobergeschoss und Fachwerkgiebel, als charakteristisches ländliches Gebäude seiner Zeit baugeschichtlich bedeutend, als einstige Mühle des Ortes auch ortsgeschichtlich von Belang | 09211605 |
|                                         | Villa | Zweibrüderweg 3 (Karte)      | um 1895 (Mietvilla)             | | 09211619 |